# Буткевич (посёлок)
Буткевич (укр. Буткевич) — посёлок, относится к Краснолучскому городскому совету Луганской области Украины. Под контролем самопровозглашённой Луганской Народной Республики.

## География
Соседние населённые пункты: сёла Артёма на юго-западе, Уткино, Воскресеновка, посёлки Вергулёвское, Фёдоровка на западе, Селезнёвка на северо-западе, Широкий и сёла Баштевич на севере, Никитовка, Елизаветовка на северо-востоке, Малониколаевка и посёлок Штеровка на востоке, город Петровское на юге.

## Население
Население по переписи 2001 года составляло 90 человек.

## Общие сведения
Почтовый индекс — 94546. Телефонный код — 6432. Занимает площадь 0,21 км².

## Местный совет
94540, Луганская обл., Краснолучский горсовет, г. Петровское, пл. Свободы, д. 1